# فرانسوا سوچانکی
فرانسوا سوچانکی (انگلیسی: François Suchanecki؛ زادهٔ ۲۳ دسامبر ۱۹۴۹) ورزشکار شمشیربازی اهل سوئیس است.
وی در مسابقات کشوری و بین‌المللی در مجموع برندهٔ ۱ مدال نقره، ۱ مدال برنز شده‌است.